# نيكولا آصيتش
نيكولا آصيتش (بالصربية: Никола Ашћерић)‏ (19 أبريل 1991 في بلغراد في صربيا – )؛ هو لاعب كرة قدم يلعب كمهاجم .
لعب سابقاً في نادي القيصومة ونادي مصفوت.

## وصلات خارجية
- نيكولا آصيتش على موقع رابطة كرة القدم اليابانية للمحترفين (اليابانية)
- نيكولا آصيتش على موقع قاعدة بيانات كرة القدم.إي يو (الإنجليزية)
- نيكولا آصيتش على موقع Soccerbase.com (لاعب) (الإنجليزية)
- نيكولا آصيتش على موقع Soccerway.com (الإنجليزية)
- نيكولا آصيتش على موقع عالم كرة القدم.نت (الإنجليزية)